# یواس‌اس اوهایو (بی‌بی-۱۲)
یواس‌اس اوهایو (بی‌بی-۱۲) (به انگلیسی: USS Ohio (BB-12)) یک کشتی بود. این کشتی در سال ۱۹۰۱ ساخته شد.